# Emilio Gola

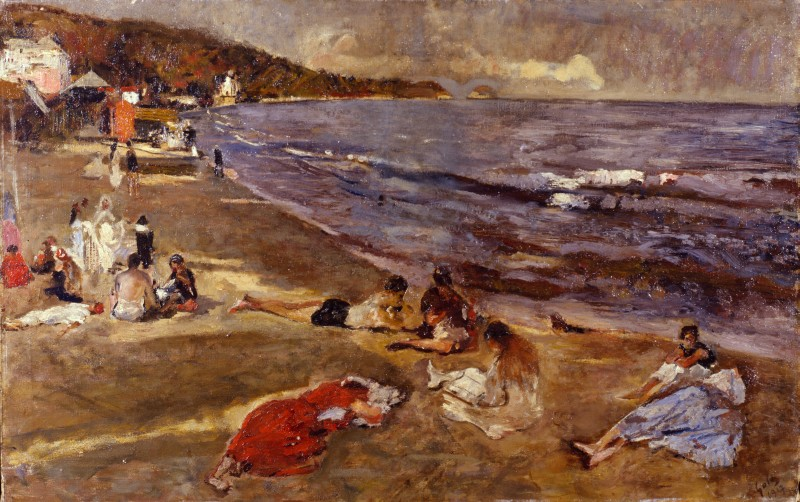
Sulla spiaggia di Alassio, 1917 (Fondation Cariplo).

Emilio Gola, né en 1851 à Milan et mort en 1923 dans la même ville, est un peintre italien.

## Biographie
Né à Milan dans une famille noble, Emilio Gola est encouragé à développer son intérêt pour l'art à l'adolescence par son père, un peintre dilettante. Diplômé en ingénierie industrielle de l'École polytechnique de Milan en 1873, il se consacre à la peinture sous la direction de Sebastiano De Albertis. Sa formation comprend également de fréquents voyages à Paris et aux Pays-Bas.
Il fait ses débuts à l'exposition des beaux-arts de 1879 à l'académie de Brera et participe ensuite régulièrement à des expositions nationales, mais il obtient sa plus grande reconnaissance officielle au niveau européen.
Dans les années 1880, il est un portraitiste estimé qui peint les femmes de la noblesse milanaise dans leur dimension mondaine à la mode, mais avec une approche vigoureusement naturaliste. Ses portraits sont entourés d'un riche répertoire de vues de Milan et de la campagne de Brianza dans des couleurs vives qui constituent sa marque stylistique.
Actif dans la région de Ligurie et de Venise, il se concentre à la fin de sa période sur les paysages marins qui se distinguent par une grande synthèse formelle et une intensité expressive.
L'un de ses élèves est Alberto Malaspina (1853-1903).